# Sergio Arturo Martínez Villa
Sergio Arturo Martínez Villa (n. San Luis Río Colorado, México; 20 de febrero de 1995) es un futbolista mexicano que juega de defensa central y su equipo actual es El Farolito SC de la National Premier Soccer League.

## Trayectoria

### Inicios
Se formó en las inferiores del Club León pero nunca tuvo oportunidades de debutar en el equipo principal. Después fue transferido al Xewkija Tigers de Malta y luego al Kercem Ajax FC del mismo país.

### Chacaritas
En el 2020 es fichado por el Chacaritas de la Serie B de Ecuador; debutó el 8 de marzo por la fecha 2 del Campeonato Ecuatoriano Serie B 2020.

## Clubes
| Club           | País    | Año             |
| -------------- | ------- | --------------- |
| León           | México  | 2016 - 2017     |
| Xewkija Tigers | Malta   | 2018            |
| Kercem Ajax FC | Malta   | 2019            |
| Chacaritas     | Ecuador | 2020 - presente |